# NGC 7227
NGC 7227 ist eine linsenförmige Galaxie vom Hubble-Typ S0 im Sternbild Lacerta am Nordsternhimmel. Sie ist schätzungsweise 301 Millionen Lichtjahre von der Milchstraße entfernt und hat einen Durchmesser von etwa 115.000 Lichtjahren. Vermutlich bildet sie gemeinsam mit NGC 7228 ein gravitativ gebundenes Galaxienpaar.
Im selben Himmelsareal befindet sich u. a. die Galaxie IC 5180.
Das Objekt wurde im 1. September 1872 von Édouard Stephan entdeckt.